# Nozay, Essonne
Nozay är en kommun i departementet Essonne i regionen Île-de-France i norra Frankrike. Kommunen ligger i kantonen Montlhéry som tillhör arrondissementet Palaiseau. År 2022 hade Nozay 4 465 invånare.

## Befolkningsutveckling
Antalet invånare i kommunen Nozay
| Referens: INSEE |